# Комбје
Комбје (фр. Combiers) насеље је и општина у западној Француској у региону Поату-Шарант, у департману Шарант која припада префектури Ангулем.
По подацима из 2011. године у општини је живело 121 становника, а густина насељености је износила 5,05 становника/km². Општина се простире на површини од 23,96 km². Налази се на средњој надморској висини од 100 метара (максималној 215 m, а минималној 90 m).

## Демографија
| 1962. | 1968. | 1975. | 1982. | 1990. | 1999. | 2011. |
| ----- | ----- | ----- | ----- | ----- | ----- | ----- |
| 186   | 214   | 154   | 145   | 127   | 115   | 121   |

График промене броја становника у току последњих година